# Kirschnaumen
 Kirschnaumen  es una población y comuna francesa, en la región de Lorena, departamento de Mosela, en el distrito de Thionville-Est y cantón de Sierck-les-Bains.

## Demografía
| 547 | 544 | 493 | 468 | 432 | 433 |
| Para los censos de 1962 a 1999 la población legal corresponde a la población sin duplicidades (Fuente: INSEE [Consultar]) |     |     |     |     |     |